# Lionel Grossain
Lionel Grossain (12 de febrero de 1938) es un deportista francés que compitió en judo. Ganó cinco medallas en el Campeonato Europeo de Judo entre los años 1959 y 1965.
Participó en los Juegos Olímpicos de Tokio 1964, donde finalizó quinto en la categoría de –80 kg.

## Palmarés internacional
| Campeonato Europeo | Campeonato Europeo    | Campeonato Europeo | Campeonato Europeo |
| Año                | Lugar                 | Medalla            | Categoría          |
| ------------------ | --------------------- | ------------------ | ------------------ |
| 1959               | Viena (Austria)       | Medalla de oro     | 1.er dan           |
| 1961               | Milán (Italia)        | Medalla de plata   | 2.º dan            |
| 1962               | Essen (RFA)           | Medalla de oro     | –80 kg (A)         |
| 1964               | Berlín Oriental (RDA) | Medalla de oro     | –80 kg             |
| 1965               | Madrid (España)       | Medalla de plata   | –80 kg (A)         |